# Fast Man Raider Man
Fast Man Raider Man es un doble álbum del músico y compositor estadounidense de rock alternativo Frank Black (Black Francis de Pixies, nacido Charles Michael Kittredge Thompson IV) lanzado en junio de 2006. A diferencua de otros álbumes, este es un poco más acústico, al igual que Honeycomb

## Lista de canciones

### Disco 1
1. "If Your Poison Gets You"
2. "Johnny Barleycorn"
3. "Fast Man"
4. "You Can't Crucify Yourself"
5. "Dirty Old Town"
6. "Wanderlust"
7. "Seven Days"
8. "Raider Man"
9. "End of the Summer"
10. "Dog Sleep" (coescrita con Reid Paley)
11. "When the Paint Grows Darker Still"
12. "I'm Not Dead" (I'm in Pittsburgh) - (coescrita con Reid Paley)
13. "Golden Shore" (coescrita con Reid Paley)

### Disco 2
1. "In the Time of My Ruin"
2. "Down to You" (coescrita con Reid Paley)
3. "Highway to Lowdown"
4. "Kiss My Ring"
5. "My Terrible Ways"
6. "Fitzgerald"
7. "Elijah"
8. "It's Not Just Your Moment"
9. "Real El Ray"
10. "Where the Wind Is Going"
11. "Holland Town"
12. "Sad Old World"
13. "Don't Cry That Way"
14. "Fare Thee Well"